# Ascros
Ascros (in italiano anche Ascros, in occitano Als Cròcs) è un comune francese di 180 abitanti (al 1º gennaio 2022) situato nel dipartimento delle Alpi Marittime della regione della Provenza-Alpi-Costa Azzurra.

## Geografia fisica
Il villaggio attuale è situato a 1.145 metri d'altitudine in un luogo difeso naturalmente.

## Toponomastica
L'origine del toponimo occitano di Als Cros, italiano di Scroso ed Ascroso e francese di Scros ed Ascros, oggi in uso, è la parola in tardo latino di "crosus", che significa "depressione".

## Araldica
Lo stemma del comune d'Ascroso ha un blasone inquartato: al I ed al IV, losangato d'argento e di rosso fauci; al II, d'azzurro alla stella di sei raggi d'oro; al III, d'oro alla fascia d'azzurro.

## Storia
Il comune di Ascroso ha riconsegnato numerose vestigia: tombe datanti dell'Età del Bronzo e dell'Antichità, dell'Impero Romano, sito antico e medievale.
Dopo la conquista romana, portata a compimento nel 14 a.C., l'imperatore romano Augusto organizza le Alpi in province, e il territorio di Ascros dipende dalla provincia delle Alpi Marittime.
Nel corso del medioevo Cagnes fece parte della Borgogna Cisgiurana e poi del Regno d'Arles. Attorno al X secolo divenne parte della contea di Provenza, per poi passare ai re di Francia.
Il villaggio è citato sotto la denominazione di "Castrum de Crocis" nel 1066, ed il toponimo attuale "Ascros" (Ascroso), è adottato nel 1760.
Nel 1252, un signore di “Ascros“ o di "Crocquio", Raibaudo d'Ascros, s'impadronisce della signoria di Todone, prima di esserne cacciato, ch'era un antico feudo dei baroni poi conti di Boglio.
Nel 1508, Giorgio Grimaldi, signore di Boglio, e suo cugino Giovanni Grimaldi, signore di Levenzo, s'intendono con il re di Francia Luigi XII per consegnare Nizza al re, in cambio di qualche signoria, forse con l'intermediazione del governatore di Provenza, di cui Giorgio è il genero.
Tale accordo non va a buon fine, ed i due sono allora diffidati a venire a spiegarsi davanti al governatore di Nizza, sire de "La Pallud", ma Giorgio Grimaldi rifiutò.
Il 5 gennaio 1508 nel castello di Boglio, il suo barbiere Spirito Testori (Esprit Testoris), gli squarciò la gola, forse pagato dal governatore di Nizza.
La contea di Boglio ritornò allora al fratello cadetto, Onorato, signore d'Ascroso, ed Onorato I di Boglio, amico del duca di Savoia, fu nominato governatore di Nizza ed ha assicurato fedelmente la difesa del Contado.
Nel 1526, Giambattista Grimaldi, secondo figlio d'Onorato I Grimaldi di Boglio, morto nel 1537, signore d'Ascros, è accusato da Onorato, signore di Les Ferres e signore di Giletta, di complottare con suo fratello maggiore Renato Grimaldi, signore di Massoins, contro il duca di Savoia con il re di Francia.
Per vendicarsi, i due fratelli pongono l'assedio davanti al castello di Giletta, dove si trova il signore di Les Ferres, che riesce a scappare.
Avendo il governatore di Nizza constatato i torbidi, il duca diede ordine di riprendere il castello di Giletta, riconquista che viene fatta dopo due mesi d'assedio.
Ifratelli devono allora fuggirsene, ed il padre è costretto a domandare la clemenza del duca di Savoia per i due figli, e l'ottiene con un atto del 6 dicembre 1529 dopo la pace delle "Dame".
Durante tale periodo, il signore di Les Ferres si vendica attaccando Rigaudo, nel 1528. Renato, ritornato nella contea, è sgozzato durante il sonno da uno dei suoi valletti, pagato dagli oppositori.
Giambattista Grimaldi intriga allora con la Francia e si decide a fare la guerra al duca di Savoia.
Nell'agosto 1543, durante l'assedio di Nizza, lo si vede percorrere il Contado per sollevare la popolazione contro il Duca, seminando il terrore, saccheggiando ed incendiando i villaggi, che non riconoscevano il re di Francia, fra l'11 ed il 16 agosto.
Giambattista Grimaldi di Boglio è stato ucciso nel 1544 nella battaglia di Ceresole, oggi Ceresole d'Alba ed in francese Cérisoles, combattendo per il re di Francia.
Dopo la ribellione d'Annibale Grimaldi, che arrecherà la sua condanna ed esecuzione nel 1621, il castello fu raso per ordine del duca di Savoia Carlo Emanuele I. Il feudo di Ascroso è donato ad un Galléan, poi passa alla famiglia Caissoti signore di Robione che possiede anche la signoria di Todone.
Nel 1793, durante la battaglia di Giletta, 300 uomini sono accampati nel villaggio.
Oltre alla coltura tradizionale di cereali, il paese viveva anche dell'allevamento d'ovini e di caprini. Alcuni abitanti sfruttavano anche piccole miniere e cave alla fine del XIX secolo.
Durante la Seconda Guerra mondiale, il villaggio serve da rifugio ad alcuni ebrei, ma una "retata" conduce a tre arresti.

## Monumenti e luoghi d'interesse
- Chiesa di San Verano di Vence (Église Saint-Véran), romanica, del XII secolo, rimaneggiata. La chiesa ha una navata a tre campate a botte, ad arco spezzato, ed un'abside a volta semi-circolare, a forma di mezza cupola o quarto di sfera, che ricorda la fattezza del forno a pane, utilizzata fin dall'antichità e sino alla fine dell'epoca romana per coprire le absidi. Il campanile laterale è stato ricostruito con un portico d'ingresso.
- Rovine del castello feudale dei Grimaldi.
- Cappella di Sant'Anna (Chapelle Sainte-Anne) all'entrata del villaggio, luogo di pellegrinaggio.
- frazione delle "Crotte" (Crottes) ad est del paese, in cui una via romana vi passava ed un sentiero mena alla Cappella di "Sainte-Baume".

## Società

### Evoluzione demografica
Abitanti censiti